# Episodi di Warehouse 13 (prima stagione)
La prima stagione della serie televisiva Warehouse 13, composta da 12 episodi, è andata in onda negli Stati Uniti sul canale Syfy dal 7 luglio al 22 settembre 2009.
In Italia è stata trasmessa su Steel dal 1º febbraio al 15 marzo 2010.

Immagine dalla sigla della serie televisiva

| nº | Titolo originale | Titolo italiano      | Prima TV USA      | Prima TV Italia  |
| -- | ---------------- | -------------------- | ----------------- | ---------------- |
| 1  | Pilot            | Il magazzino 13      | 7 luglio 2009     | 1º febbraio 2010 |
| 2  | Resonance        | Risonanza            | 14 luglio 2009    | 8 febbraio 2010  |
| 3  | Magnetism        | Magnetismo           | 21 luglio 2009    | 8 febbraio 2010  |
| 4  | Claudia          | Claudia              | 28 luglio 2009    | 15 febbraio 2010 |
| 5  | Elements         | I quattro elementi   | 4 agosto 2009     | 15 febbraio 2010 |
| 6  | Burnout          | Alto voltaggio       | 11 agosto 2009    | 22 febbraio 2010 |
| 7  | Implosion        | Implosione           | 18 agosto 2009    | 22 febbraio 2010 |
| 8  | Duped            | Lo specchio di Alice | 25 agosto 2009    | 1º marzo 2010    |
| 9  | Regrets          | Rimpianti            | 1º settembre 2009 | 1º marzo 2010    |
| 10 | Breakdown        | Malfunzionamenti     | 8 settembre 2009  | 8 marzo 2010     |
| 11 | Nevermore        | Mai più              | 15 settembre 2009 | 8 marzo 2010     |
| 12 | MacPherson       | MacPherson           | 22 settembre 2009 | 15 marzo 2010    |

## Il magazzino 13
- Titolo originale: Pilot
- Diretto da: Jace Alexander
- Scritto da: Brent Mote e Jane Espenson

### Trama
Washington: durante una mostra internazionale di opere antiche, un uomo cerca di uccidere il Presidente degli Stati Uniti. A salvare la vita del Presidente, ci pensano 2 agenti dei servizi segreti, Peter "Pete" Lattimer e Myka Bering, che bloccano rispettivamente l'attentatore e uno strano artefatto di origine azteca, chiamato "La Pietra del Sangue", che sembra influire sul comportamento dell'attentatore.
A seguito di questa operazione, loro malgrado, i 2 agenti vengono trasferiti in Dakota del Sud, al Warehouse 13, un magazzino top secret, gestito da Arthur "Artie" Nielsen per conto di una misteriosa signora Frederic, in cui vengono raccolti e archiviati oggetti misteriosi dotati di poteri paranormali.
Nella loro prima missione recupereranno un pettine appartenuto a Lucrezia Borgia, che induceva una donna a spingere al suicidio o far compiere omicidi ad altre persone.
- Durata episodio: 85 minuti, a differenza di tutti gli altri (42 minuti)

## Risonanza
- Titolo originale: Resonance
- Diretto da: Vincent Misiano
- Scritto da: David Simkins

### Trama
A Chicago si registrano strane rapine in banca, dove i furti avvengono senza l'ausilio di armi convenzionali. Così Artie invia Pete e Myka per investigare sul posto, dove troveranno l'agente dell'FBI Belski, con cui dovranno collaborare. Si scoprirà che le rapine avvengono con l'ausilio di messaggi subliminali indotti da una misteriosa composizione musicale, composta da un certo Eric Marsden. Nel frattempo Artie scopre che qualcuno sta cercando di infiltrarsi nel database del magazzino, ma nonostante i suoi sforzi non riesce a localizzare chi sia.
- Guest star: Tricia Helfer (Agente Belski).

## Magnetismo
- Titolo originale: Magnetism
- Diretto da: Jace Alexander
- Scritto da: Jack Kenny

### Trama
A Unionville, in Colorado, alcuni abitanti hanno strani comportamenti, che mettono in pericolo le loro stesse vite e quelle degli altri. Pete e Myka riescono a scoprire l'elemento con cui sono venuti i contatto tutti i soggetti che assumono tali comportamenti, tra i quali la stessa Myka: un'antica poltrona del parroco del paese, appartenuta a suo nonno James Braid. Nel frattempo Artie si accorge che chi stava cercando di infiltrarsi nel suo database, adesso, sfruttando le linee della corrente elettrica, sta cercando di localizzare il magazzino, e sembra esserci riuscito.
- Guest star: Ivan Sergei (Ross).

## Claudia
- Titolo originale: Claudia
- Diretto da: Stephen Surjik
- Scritto da: Drew Z. Greenberg

### Trama
Chi ha cercato di introdursi nel magazzino riesce nel suo scopo e si presenta davanti ad Artie. Si tratta di una giovane ragazza, Claudia Donovan, che vuole che Artie la aiuti a salvare suo fratello, rimasto intrappolato da 12 anni in un limbo, mentre stava facendo un esperimento per cui proprio Artie l'aveva spinto. Artie, quando si accorge che il fratello di Claudia in effetti non era morto come credeva, decide di aiutarla, raggiungendo un vecchio laboratorio e allontanandosi così dal "magazzino".
Nel frattempo la signora Frederic, venuta a sapere dell'allontanamento di Artie, ordina a Pete e Myka di investigare sull'esperimento, che coinvolge la "Bussola di Rheticus", che 12 anni prima non era riuscito al fratello di Claudia, in modo così da poter aiutare Artie a completare l'operazione.

## I quattro elementi
- Titolo originale: Elements
- Diretto da: Ken Girotti
- Scritto da: Dana Baratta e Jack Kenny

### Trama
A Manhattan una scultura viene rubata in modo insolito, senza forzare i sistemi di sicurezza o le entrate, da una famosa casa d'aste. Artie decide così di inviare sul posto Pete e Myka per investigare. I due scopriranno che il furto è stato compiuto usando un artefatto, un mantello appartenuto alla tribù dei Lenape, che permette di attraversare tutti i corpi solidi, muri compresi. Il ladro è un ricco imprenditore che sta cercando un'antica grotta nel sottosuolo di New York. Ci riuscirà riunendo quattro sculture, create dall'architetto Walter Burley Griffin, che rappresentano i "quattro elementi": acqua, aria, roccia e fuoco. L'imprenditore riesce ma proprio mentre è sul punto di acquisire una forza soprannaturale Pete lo trafigge al cuore con una freccia presente all'interno della grotta.
Nel frattempo Artie trova un lavoro per il fratello di Claudia, inviandolo al CERN, mentre decide di tenere con lui nel magazzino come aiutante la stessa Claudia.
- Guest star: Joe Flanigan (Jeff Weaver).

## Alto voltaggio
- Titolo originale: Burnout
- Diretto da: Constantine Makris
- Scritto da: Matthew Federman e Stephen Scaia

### Trama
A St. Louis si verifica una strana esplosione in una centrale di polizia. Così Artie invia Pete e Myka per indagare. Nel luogo dell'esplosione viene anche rinvenuto il corpo di un agente dei servizi segreti. Si scoprirà che lavorava per il "magazzino" nel 1955, ed è rimasto ucciso nel corso di un'indagine, la stessa in cui sono coinvolti adesso Pete e Myka. L'artefatto infatti è lo stesso, chiamato "La Spina dei Saraceni", che passa da un corpo all'altro finendo per uccidere la persona alla quale si attacca. Anche lo stesso Pete viene colpito, ma grazie ad un'intuizione di Claudia, l'artefatto viene messo fuori uso sovraccaricandolo di corrente.

## Implosione
- Titolo originale: Implosion
- Diretto da: Vincent Misiano
- Scritto da: Bob Goodman

### Trama
In un museo di Washington viene trasferita dal Giappone un'antica spada da samurai, la "Honjo Masamune" che Artie crede avere particolari poteri. Così Pete e Myka cercano di rubarla, ma vengono anticipati da un misterioso personaggio, che si avvale nel furto di una bomba ad antimateria. Artie inizia così a sospettare che si tratti di una sua vecchia conoscenza: James MacPherson. Ne ha la certezza quando viene emesso un mandato di arresto a causa di una vecchia accusa di spionaggio che gli era stata fatta. Solo MacPherson poteva essere in grado di farlo. Dopo che la signora Frederic fa ritirare le accuse nei confronti di Artie, quest'ultimo può rimettersi, con l'aiuto di Pete e Myka, alla ricerca della spada e di MacPherson. Nel finale MacPherson pugnala Artie con la spada, ferendolo, prima di fuggire via. L'antica spada potrà così ritornare con la squadra al "magazzino", nei confronti del quale adesso sembra gravare la minaccia MacPherson, le cui intenzioni non sono ancora chiare.
- Guest star: Roger Rees (MacPherson).

## Lo specchio di Alice
- Titolo originale: Duped
- Diretto da: Michael W. Watkins
- Scritto da: Benjamin Raab e Deric A. Hughes

### Trama
All'interno del magazzino durante un incidente Myka finisce intrappolata nello "Specchio di Alice" (a causa dell'interazione tra lo specchio e la palla stroboscopica dello Studio 54) e al suo posto esce fuori Alice, che fino a quel momento era rimasta rinchiusa. Ma poiché ha le stesse sembianze di Myka, inizialmente nessuno se ne accorgerà. Quando a Las Vegas una coppia inizia a collezionare vincite in un casinò, Pete si reca per indagare con la falsa Myka, e scoprono che la fortuna dei due giocatori è dovuta ad una fiche proveniente dal Jubilee Grand Casino.
Ma ben presto sia Pete che Artie si rendono conto dello scambio di persone avvenuto nel magazzino, ed al ritorno dalla missione, le cose vengono ripristinate, con la vera Myka che viene tirata fuori dallo specchio e Alice che viene nuovamente imprigionata.
- Guest star: Erica Cerra (Jillian Whitman) e Niall Matter (Gary Whitman).

## Rimpianti
- Titolo originale: Regrets
- Diretto da: Michael W. Watkins
- Scritto da: Tamara Becher

### Trama
In una prigione della Florida si verificano strani suicidi, così Pete e Myka vanno ad indagare sul posto. Questa volta però non si riesce ad identificare facilmente il manufatto responsabile e gli stessi Pete e Myka sono vittime di allucinazioni. Ben presto ci si renderà conto che la responsabilità è della stessa prigione. Indagando più a fondo si scoprirà che se fino a quel momento non si erano verificati strani incidenti e suicidi era grazie ad una croce di quarzo che era stata di recente spostata dopo il cambio di direttore. Dopo aver ripristinato il manufatto nella posizione originale, nella prigione ritorna la calma.
Nel frattempo, al magazzino, Claudia decide di utilizzare il "Camice di Alessandro Volta, che la rende una sorta di potente calamita, per arrampicarsi su una trave al fine di raggiungere il soffitto e sostituire una lampadina difettosa. Ma finisce intrappolata nel manufatto e Artie avrà un bel da fare per liberarla.
- Guest star: Joe Morton (Reverendo John Hill).

## Malfunzionamenti
- Titolo originale: Breakdown
- Diretto da: Eric Laneuville
- Scritto da: Michael P. Fox e Ian Stokes

### Trama
Artie concede una giornata libera a Pete e Myka e viene convocato dalla signora Frederic. All'incontro però non troverà solo lei, ma anche altri suoi superiori, che vengono definiti i "reggenti", un gruppo di persone che sovrintende alla gestione del magazzino. Nell'incontro viene messo in discussione l'operato di Artie, ma alla fine gli viene dato il via libera per occuparsi della caccia a MacPherson.
Nel frattempo Claudia si imbatte in una serie di incidenti all'interno del magazzino, che arriva sul punto di rischiare di esplodere. Ma Pete e Myka accorreranno in suo aiuto e insieme rimetteranno le cose a posto.
- Guest star: Mark Sheppard (Benedict Valda).

## Mai più
- Titolo originale: Nevermore
- Diretto da: Tawnia McKiernan
- Scritto da: David Simkins

### Trama
Pete e Myka sono sulle tracce di MacPherson in due diversi luoghi. Pete riuscirà a trovarlo, ma grazie all'uso di un artefatto, dei cembali, gli sfuggirà. Al termine dell'infruttuosa operazione Myka riceve una spiacevole chiamata dalla madre: suo padre sta male. Così Myka andrà a fargli visita insieme a Pete. Si scoprirà che la colpa dello stato di salute del padre di Myka è di uno strano libro. Ma il classico modo di neutralizzare gli artefatti non funziona, infatti questa volta si tratta di un oggetto "biforcuto", costituito da due pezzi, e per fermarlo occorre ricongiungere le due parti. In questo caso si tratta di una penna appartenuta ad Edgar Allan Poe (come anche il libro), che Pete recupererà da un'università poco distante insieme a Claudia, visto che Myka resta accanto al padre. Ricongiunti il libro e la penna, il padre di Myka si riprende, ma proprio quando Pete e Myka sono sul punto di ritornare al magazzino si presenta MacPherson, che aveva pianificato il tutto, minacciando la vita dei genitori di Myka con la "Lanterna di Jack lo squartatore" e ottenendo in cambio la consegna del libro e della penna.
- Guest star: Michael Hogan e Susan Hogan (Genitori di Myka, Warren e Jeannie Bering).

## MacPherson
- Titolo originale: MacPherson
- Diretto da: Stephen Surjik
- Scritto da: Jack Kenny

### Trama
La signora Frederic rivela a Pete e Myka il perché MacPherson ce l'abbia con Artie e il magazzino: in passato Artie non voleva salvare la donna che MacPherson amava, perché salvandola, come ha poi fatto MacPherson, usando un artefatto chiamato "La Fenice", avrebbe provocato la morte di altre persone. Durante le ricerche per localizzarlo, si scopre che MacPherson sta conducendo un'asta con oggetti rubati dal magazzino. La signora Frederic consultando le registrazioni degli oggetti rubati vede che è stata Claudia a prenderli. Intanto Artie, Pete e Myka arrivati nel luogo dell'asta di MacPherson, vedono una persona con le sembianze dello stesso Artie. I tre credono sia MacPherson che usi un artefatto, ma in realtà è un suo aiutante (che sta usando il "Ditale di Harriet Tubman"). MacPherson, che stava per scappare, viene catturato da Pete grazie al "Bicchiere di Eliogabalo" (in grado di produrre un suono che stordisce chiunque lo ascolti).
Portato MacPherson al magazzino, Artie decide di rinchiuderlo in luogo segreto dove venivano bloccate, con un processo di criogenesi e di bronzatura, tutte le persone pericolose. Ma dopo poco si vede Claudia che inverte il processo e lo libera. In realtà non si tratta di Claudia, ma di Leena, che ha cambiato il proprio aspetto grazie al "Ditale di Tubman". Nel finale si vede MacPherson allontanarsi dal magazzino, dopo aver rinchiuso Artie nel corridoio che collega il magazzino con l'esterno, e che verrà poi fatto saltare in aria.